# Elecciones parlamentarias de Ayaria de 2024
Las elecciones parlamentarias de la República Autónoma de Ayaria de Georgia de 2024 se realizaron el 26 de octubre para elegir a los 21 miembros del Parlamento.

## Sistema electoral
Las elecciones se celebraron simultáneamente con las elecciones parlamentarias nacionales. El Consejo Supremo de Ayaria, compuesto por 21 miembros, es elegido por un período de cuatro años. Todos los escaños se cubren mediante representación proporcional entre los partidos que superan el umbral del 5%.

## Resultados
Sueño Georgiano ocupó el primer lugar con el 57,4% de los votos (110.232 votos). El segundo lugar lo ocupó la coalición Unidad - Movimiento Nacional, que obtuvo el 14,3% de los votos (27.369 votos). El tercer lugar lo ocupó el partido Gajaria por Georgia, que obtuvo el 8,6% de los votos (16.555 votos). El cuarto lugar lo ocupó el partido "Coalición para el Cambio", que obtuvo el 8,4% de los votos (16.115 votos) y el último partido con representación parlamentaria fue la coalición Georgia Fuerte, con el 6,3% de los votos.
| Partido        | Partido                             | Votos   | %     | Escaños obtenidos | +/-   |
| -------------- | ----------------------------------- | ------- | ----- | ----------------- | ----- |
|                | Sueño Georgiano                     | 110 232 | 57,4  | 13                | 1     |
|                | Unidad - Movimiento Nacional        | 27 369  | 14,3  | 4                 | 3     |
|                | Para Georgia                        | 16 555  | 8,6   | 4                 | Nuevo |
|                | Coalición para el Cambio            | 16 115  | 8,4   | 1                 | 1     |
|                | Georgia Fuerte                      | 12 118  | 6,3   | 1                 | 1     |
|                | Nuevo Centro Político - Girchi      | 3 805   | 2,0   | 0                 | 0     |
|                | Alianza de los Patriotas de Georgia | 2 538   | 1,3   | 0                 | 0     |
|                | Demócratas Europeos                 | 1 004   | 0,5   | 0                 | Nuevo |
|                | Georgia Libre                       | 985     | 0,5   | 0                 | 0     |
|                | Nuestra Georgia Unida               | 714     | 0,4   | 0                 | Nuevo |
|                | Tribuna                             | 452     | 0,2   | 0                 | Nuevo |
|                |                                     |         |       |                   |       |
| Votos emitidos | Votos emitidos                      | 191 887 | 98,34 |                   |       |
| Votos nulos    |                                     |         |       |                   |       |
| Total          | Total                               |         | 100   | 21                |       |
| Participación  | Participación                       | 314 889 | 60,94 |                   |       |